# Łosijówka
Łosijówka – wieś na Ukrainie w rejonie kalinowskim, obwodu winnickiego, położona jest nad rzeką Desną.

## Dwór
- stary dwór wysoko podpiwniczony, obok nowy częściowo parterowy, częściowo dwupiętrowy dwór wybudowany w drugiej połowie XIX w. w stylu włoskiej willi[1]. W miejscowym dworze właściciel Łosiejówki Józef Wyleżyński gromadził zbiory historyczne i pamiątki polskości tworząc na początku XX wieku swoiste muzeum[2].

## Linki zewnętrzne

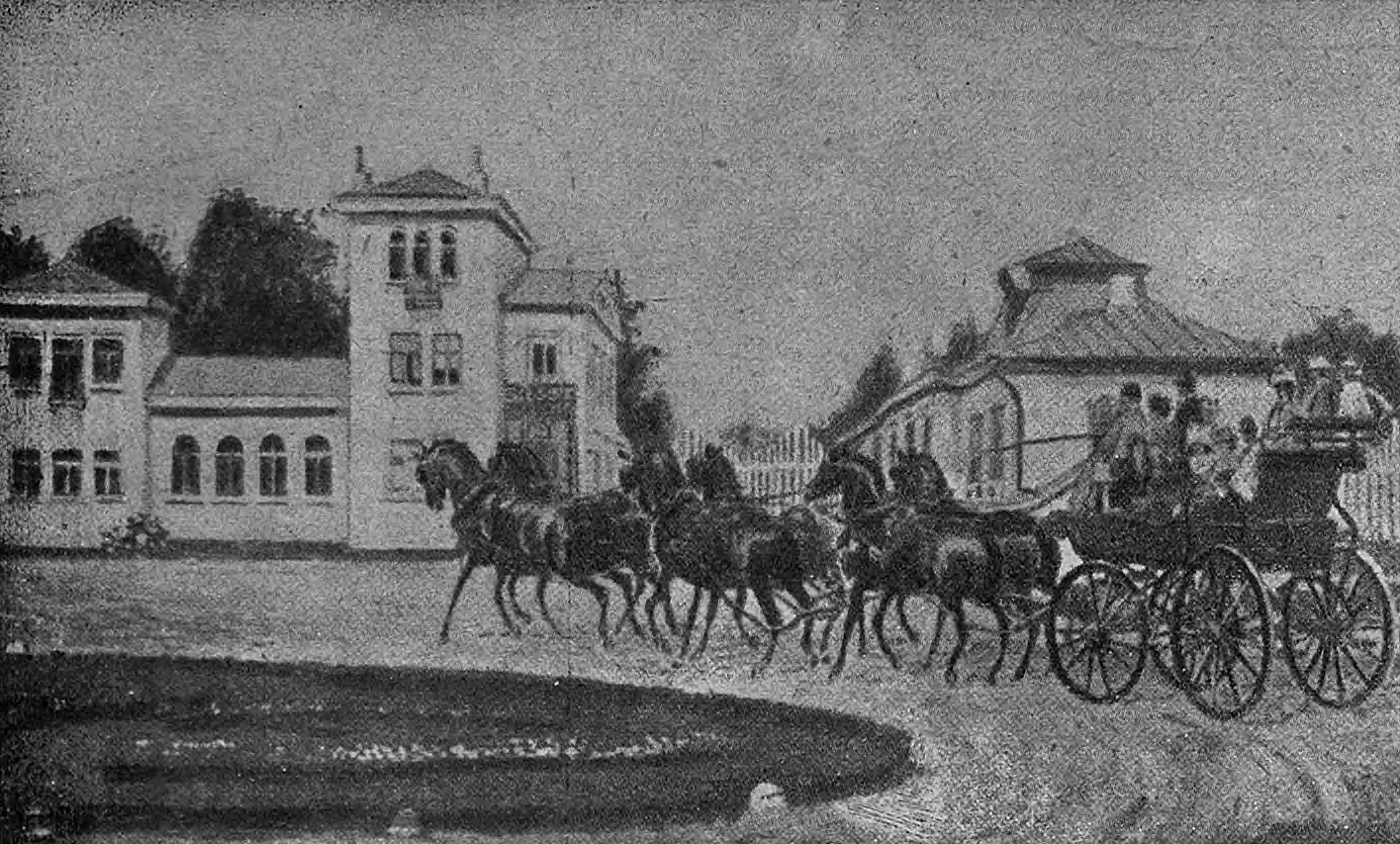
Dwór